# Truncatoflabellum crassum
Truncatoflabellum crassum är en korallart som först beskrevs av Milne Edwards och Jules Haime 1848.  Truncatoflabellum crassum ingår i släktet Truncatoflabellum och familjen Flabellidae. Inga underarter finns listade i Catalogue of Life.